# Droga krajowa B472 (Niemcy)
Droga krajowa 472 (niem. Bundesstraße 472) – niemiecka droga krajowa przebiegająca na osi wschód - zachód i jest połączeniem autostrady A8 na węźle Irschenberg koło Miesbachu z drogą B12 koło Marktoberdorf w Bawarii.
Droga przebiega przez Przedgórze Alpejskie i zapewnia na całej swej długości panoramę Alp patrząc na południe.